# Guillaume d'Asnières
Guillaume d'Asnières, né à Asnières et mort le 25 août 1298, est un évêque de Lisieux du XIIIe siècle. 

## Biographie
Guillaume est chantre de Lisieux, lorsqu'il est élu évêque en 1285. 
En 1295, il consacre l'autel de la chapelle de l'abbé du Bec en l'honneur de la Sainte-Trinité et de tous les Saints. Il est mentionné en 1297 comme ayant fait l'ordination du clergé de Séez qui a lieu à Touques après le premier dimanche du carême.
Guillaume donne en 1298 aux prémontrés de Saint-Eustache d'Asnières, qui étaient soumis à l'abbaye de Belle-Étoile, l'église de Saint-Jean d'Asnières.